# 2. podmorniška flotilja (Wehrmacht)
Za druge 2. flotilje glejte 2. flotilja.
2. podmorniška flotilja je bila bojna podmorniška flotilja v sestavi Kriegsmarine med drugo svetovno vojno.

## Baze
- september 1936: Kiel
- september 1936 - maj 1940: Wilhelmshaven
- junij 1940 - maj 1941: Wilhelmshaven /Lorient
- junij 1941 - avgust 1944: Lorient

## Podmornice
Razredi podmornic
- do 1941: IA, VIIA, VIIC, IX, IXC, IXC40 in XB
- od 1941: IX, IXB in IXC

Seznam podmornic
- U-25, U-26, U-27, U-28, U-29, U-30, U-31, U-32, U-33, U-34, U-35, U-36, U-37, U-38, U-41, U-43, U-44, U-64, U-65, U-66, U-67, U-68, U-103, U-104, U-105, U-106, U-107, U-108, U-109, U-110, U-111, U-116, U-117, U-122, U-123, U-124, U-125, U-126, U-127, U-128, U-129, U-130, U-131, U-153, U-154, U-156, U-157, U-161, U-162, U-168, U-173, U-183, U-184, U-189, U-190, U-191, U-193, U-501, U-502, U-503, U-504, U-505, U-507, U-518, U-519, U-520, U-521, U-522, U-531, U-532, U-534, U-536, U-538, U-545, U-547, U-548, U-801, U-802, U-841, U-842, U-843, U-856, U-858, U-868, U-1223, U-1225, U-1226, U-1227, U-1228

## Poveljstvo
Poveljnik
- Kapitan fregate Werner Scheer (september 1936 - julij 1937)
- Kapitan korvete Hans Ibbeken (oktober 1937 - september 1939)
- Kapitan korvete Werner Hartmann (januar - maj 1940)
- Kapitan korvete Heinz Fischer (maj 1940 - julij 1941)
- Kapitan korvete Victor Schütze (avgust 1941 - januar 1943)
- Kapitan fregate Ernst Kals (januar 1943 - oktober 1944)